# Westhafen Tower

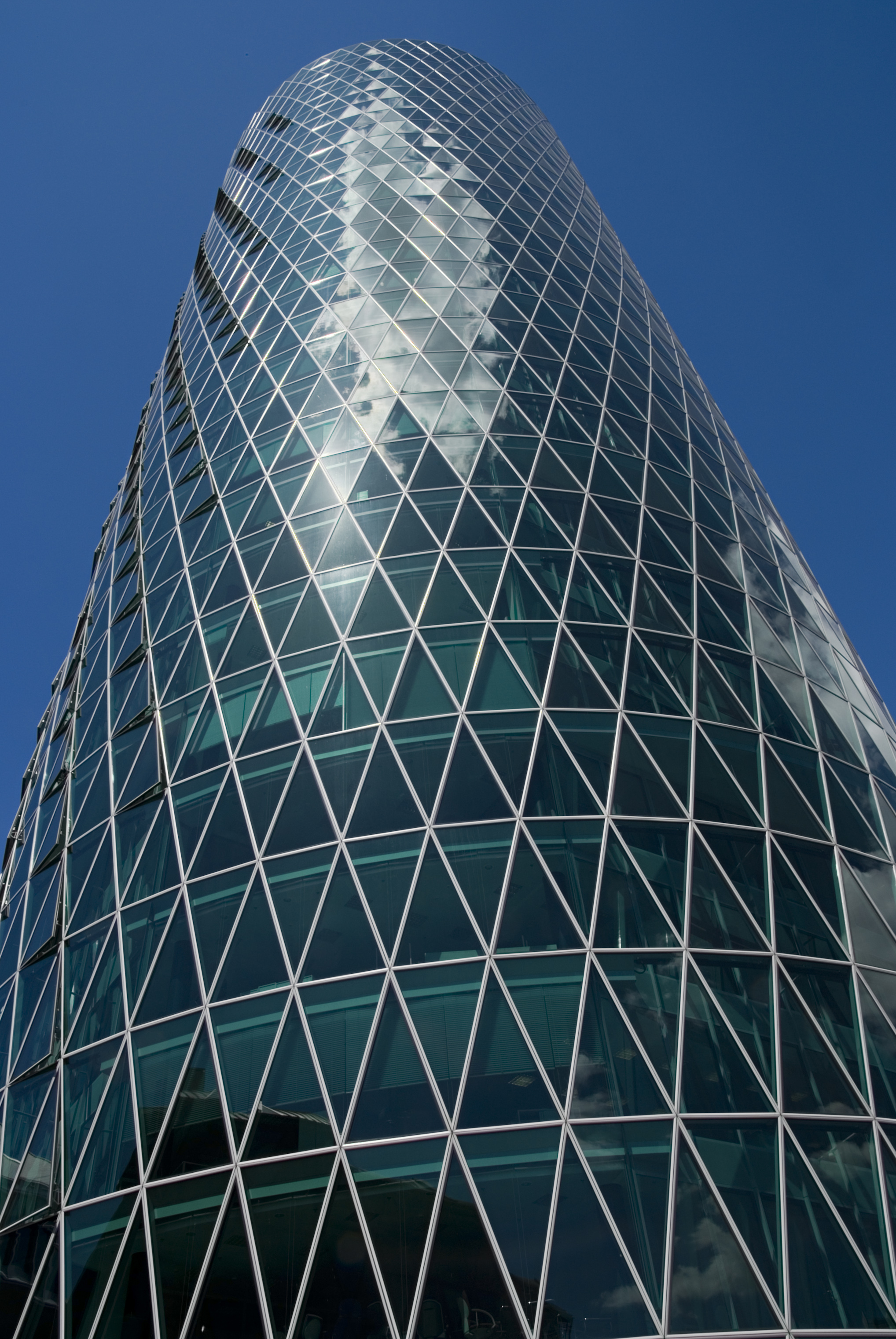
Der Westhafen Tower – „das Gerippte“

Der Westhafen Tower ist ein Hochhaus im Gutleutviertel von Frankfurt am Main. Das 112,3 Meter hohe Gebäude wurde vom Architektenbüro Schneider + Schumacher entworfen und im Jahr 2004 fertiggestellt.
Der Westhafen Tower gehört zu den ersten Gebäuden am ehemaligen Frankfurter Westhafen. Um das Hafenbecken entstanden seit dem Jahr 2000 neben Bürogebäuden auch Wohnungen.

## Gebäudekonstruktion
Das Hochhaus hat die Form eines Zylinders mit einem Durchmesser von 37,5 Metern. Da die Stockwerke als Quadrate angeordnet sind, entstanden zwischen der Innen- und Außenfassade 18 Wintergärten. Jedes der 30 oberirdischen Geschosse hat eine Mietfläche von etwa 820 Quadratmetern.
Architektonisches Merkmal ist die rautenartige Fassadenstruktur. 3.556 dreieckige Glasscheiben bilden die Außenhaut. Die an ein Frankfurter Apfelweinglas erinnernde Struktur der Verglasung brachte dem Hochhaus im Volksmund den Namen Geripptes ein.
Ein Teil der Dreieckssegmente der Glasfassade kann zu Lüftungszwecken an der unteren Ecke automatisch geöffnet werden. Die Etagen werden mit unter den Fenstern eingelassenen Konvektoren beheizt, während die Kühlung über eine Kühldecke erfolgt.

## Nutzung und Rezeption
Im Westhafen Tower befindet sich unter anderem die Europäische Aufsichtsbehörde für das Versicherungswesen und die betriebliche Altersversorgung (EIOPA).
Im Vorspann der ProSieben-Nachrichtensendung Newstime war von 2004 bis 2014 inmitten einer computeranimierten Hochhauslandschaft, bestehend aus Frankfurter Wolkenkratzern, der Westhafen Tower zu sehen. Durch ein computeranimiertes Senderlogo an der Außenfassade sollte suggeriert werden, das Nachrichtenstudio befände sich in dem Hochhaus. Das Einstiegsbild, aus der Perspektive der Spitze des Main Towers aufgenommen, zeigte den Westhafen Tower in deutlich vergrößertem Maßstab an der Taunusanlage zwischen Trianon und den Zwillingstürmen der Deutschen Bank.
Der Westhafen Tower inspirierte in Farbgebung (Petrol) und Musterung das Design des in der Saison 2013/14 genutzten Ausweichtrikots von Eintracht Frankfurt, das sog. Trikot „Geripptes“.